# Vermelles
Vermelles là một xã ở tỉnh Pas-de-Calais, vùng Hauts-de-France của Pháp.

## Địa lý
Là một xã khai thác than đá cũ, Vermelles có cự ly 6 dặm (9,7 km) về phía đông nam Béthune và 20 dặm (32,2 km) về phía tây nam của Lille, tại giao lộ của các tuyến đường D39, D75 và D943, hai bên bờ sông Surgeon.

## Dân số
| 1962                                                         | 1968 | 1975 | 1982 | 1990 | 1999 | 2006 |
| ------------------------------------------------------------ | ---- | ---- | ---- | ---- | ---- | ---- |
| 4208                                                         | 4518 | 4299 | 4339 | 4584 | 4487 | 4496 |
| Số liệu điều tra dân số từ năm 1962: Dân số không tính trùng |      |      |      |      |      |      |

## Địa điểm nổi bật

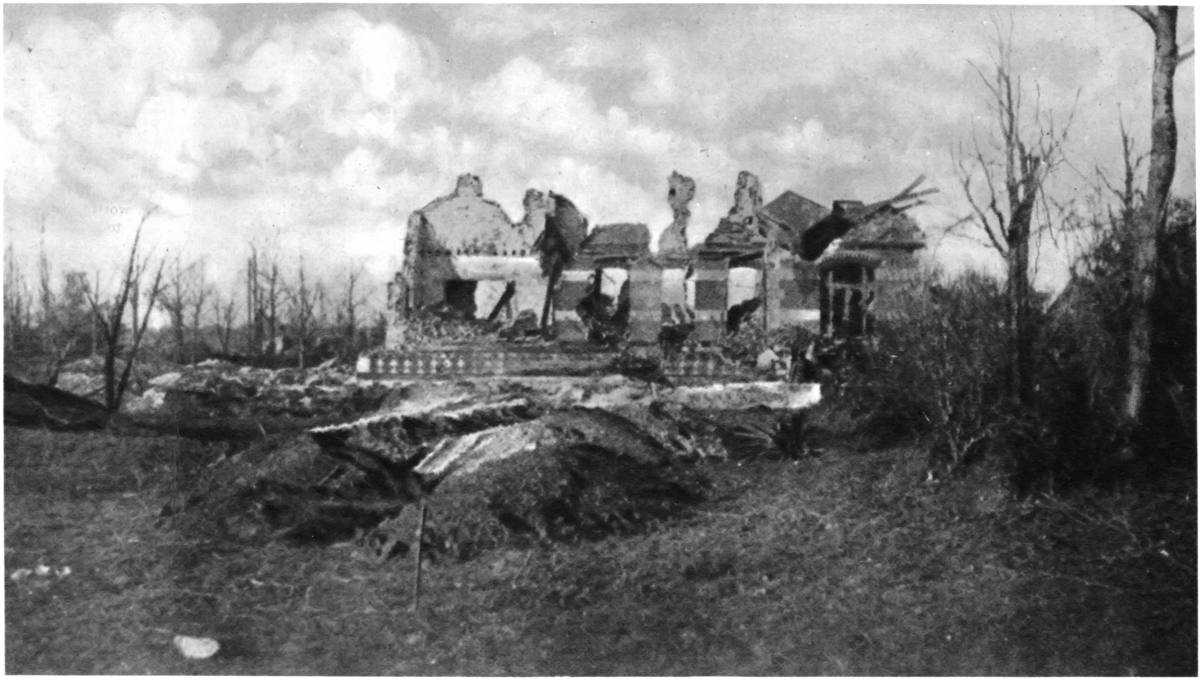
The Château de Vermelles, destroyed on the 30th tháng 12 năm 1914

- Nhà thờ St.Pierre, được xây lại cùng với phần lớn xã này sau đệ nhất thế chiến.